# La Torre di Guardia
La Torre di Guardia è una rivista religiosa edita e pubblicata dai Testimoni di Geova attraverso la Società Torre di Guardia a Warwick e negli uffici decentrati di alcune filiali nel mondo. La rivista, pubblicata a partire dal 1879, è oggi stampata in due versioni: annuale, di 16 pagine, per il pubblico, e mensile di 32 pagine, edizione per lo studio dei Testimoni. Il titolo richiama le parole del passo biblico del Libro di Isaia 21:8. È conosciuta in tutto il mondo come la principale pubblicazione (insieme alla rivista compagna Svegliatevi!) distribuita dai Testimoni di Geova nella loro opera volontaria mondiale di predicazione. Nella somma delle sue edizioni linguistiche, la Torre di Guardia è la rivista più distribuita al mondo, ogni numero ha una tiratura di oltre 36 milioni di copie e viene distribuita gratuitamente in 419 lingue in 240 paesi.

## Finalità
La Torre di Guardia annunciante il Regno di Geova è usata dai Testimoni di Geova nella loro predicazione pubblica ed ha una tiratura di ogni singolo numero (2022) di 36 300 000 copie in 419 lingue. La retrocopertina di ciascun numero presenta la seguente affermazione:
(La Torre di Guardia, numero 1 del 2018, pagina 2)
La rivista è il principale strumento di comunicazione dal Corpo direttivo dei Testimoni di Geova all'associazione intera riguardo alla dottrina e alle procedure di organizzazione.

## L'edizione per il pubblico

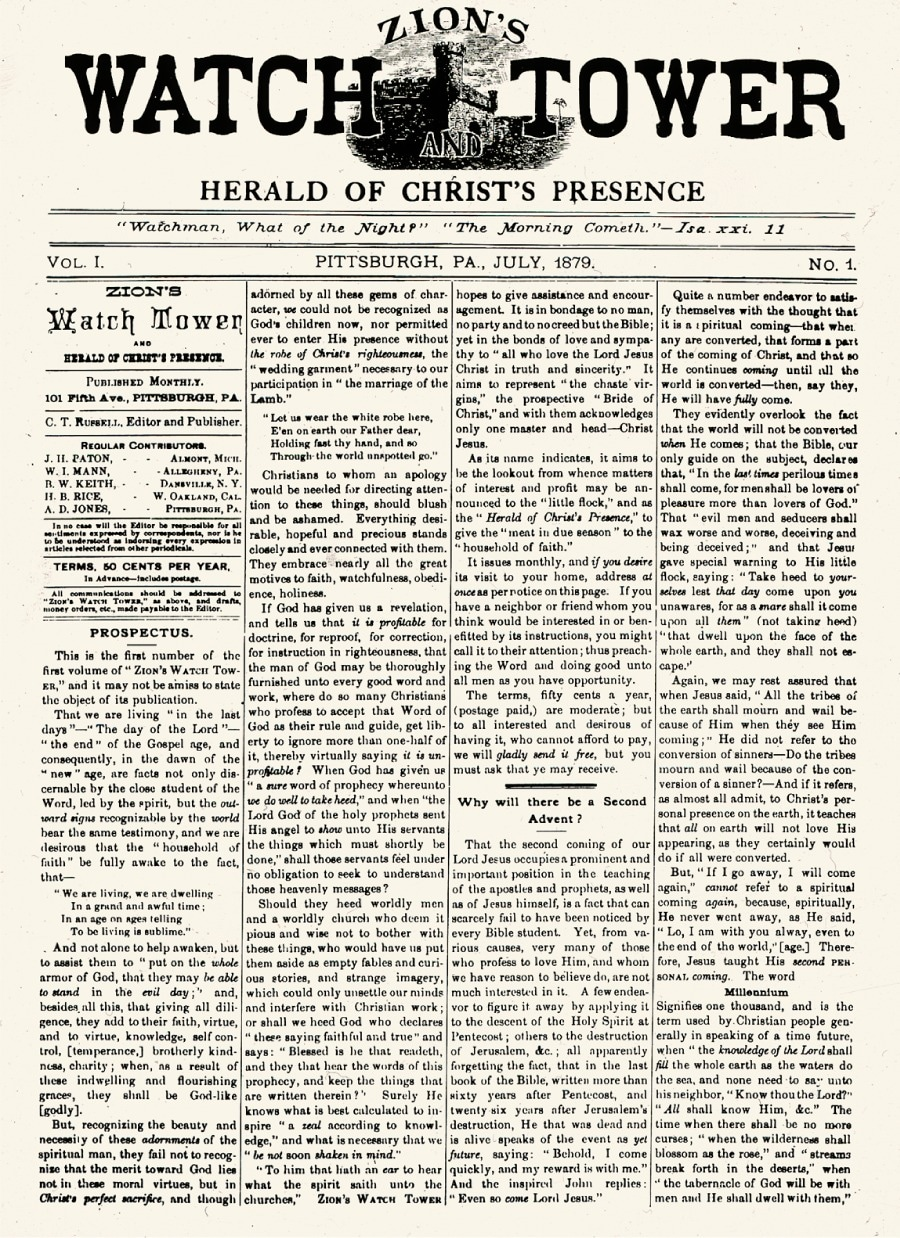
Edizioni storiche della Torre di Guardia in lingua inglese del 1879

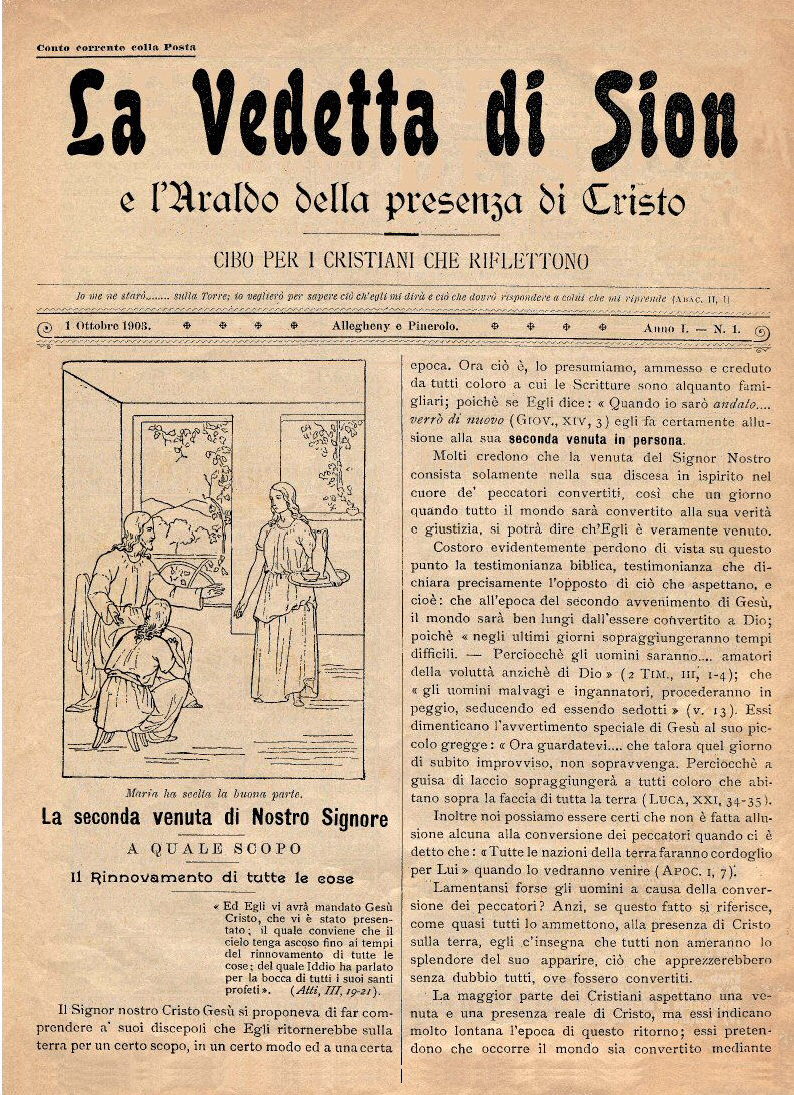
La Vedetta di Sion (1 Ottobre 1903)

L'edizione del primo del mese è definita "edizione per il pubblico", dal momento che è principalmente offerta di casa in casa. All'interno di questa edizione vi sono diverse rubriche di vario genere:

### Accostiamoci a Dio
Questa rubrica tratta, attraverso un brano biblico, un aspetto diverso della personalità di Dio, visto secondo l'ottica dei Testimoni di Geova.

### Una lettera da...
Questa rubrica descrive la predicazione in paesi dove operano i missionari dei Testimoni di Geova.

### Per i giovani lettori
Questa rubrica è specificamente rivolta ai più piccoli. Attraverso domande suggerisce ai giovani come esaminare un brano biblico, in questo modo essi acquisiscono la capacità di studiare la Bibbia traendone spunti educativi.

### I lettori chiedono
Risponde ogni volta a una domanda su un insegnamento biblico rivolta dai lettori alla redazione de La Torre di Guardia.

### Per avere una famiglia felice
Questa serie, che viene pubblicata ogni tre mesi, si propone di aiutare mariti, mogli e genitori ad avvalersi dei princìpi biblici nell'affrontare i problemi che minacciano la pace della famiglia.

### Cosa ci insegna Gesù
Tratta un aspetto degli insegnamenti di Gesù attraverso versetti biblici. Di solito si collega al capitolo che tratta quell'argomento del libro "Cosa insegna realmente la Bibbia?" edito dai Testimoni di Geova.

### Lo sapevate?
Risponde a quesiti di varia natura su temi biblici ritenuti interessanti e curiosi.

### Insegnatelo ai bambini
Tratta un episodio relativo a un personaggio biblico che i genitori possono leggere insieme ai figli più piccoli.

## L'edizione per lo studio
L'edizione del 15 del mese riporta principalmente gli Articoli di Studio. Questi sono usati per lo Studio Torre di Guardia tenuto settimanalmente dai Testimoni di Geova in tutte le congregazioni riguardanti aspetti specifici della vita cristiana. Gli articoli vengono esaminati con domande e risposte. Questa edizione non è distribuita di casa in casa come l'edizione pubblica, chiunque sia interessato, comunque, può richiederne una copia gratuita alla locale Sala del Regno. La Torre di Guardia - Edizione per lo Studio ha una tiratura di 13 825 000 copie per ogni suo numero ed è stampata in 414 lingue. Questa edizione della rivista si differenzia anche per il numero delle pagine, continua ad avere infatti, rispetto alla edizione per il pubblico, 32 pagine.